# دو رقیب
دو رقیب (اسپانیایی: Los dos rivales‎) یک فیلم اسپانیایی-ایتالیایی است که در سال ۱۹۶۰ منتشر شد.

## بازیگران
- لوچانو تایولی
- نونتسیو گالو
- کارلو کوروکولو
- کارمن د لیریو
- سیلویا مورگان
- پیترو د. ویکو
- تیبریو مورجا
- ادواردو پاسارلی
- اورسته لیونلو
- ناندو آنجلینی
- آنخل آلوارس
- ویکی لاگوس
- فلیکس فرناندس